# Zhang Hongtu
Zhang Hongtu (sinogramme simplifié : 张宏图 ; sinogramme traditionnel : 張宏圖v ; Wade-Giles : Chang Hung-t'u ; pinyin : Zhāng Hóngtú ; né en 1943) est un artiste chinois vivant à New York.

## Biographie
Zhang est né à Pingliang. Il travaille dans différentes disciplines artistiques comme la peinture (quelquefois avec de la sauce de soja), la sculpture, le collage, la céramique, l'imagerie numérique et l'installation. Son travail explore la liberté de critiquer les autorités chinoises permises à un artiste habitant en occident.
Il a fait ses études à l'Académie centrale d'artisanat de Pékin. 
Une œuvre de Zhang Hongtu intitulé Bird's Nest, in the Style of Cubist représentant le stade national de Pékin aussi appelé le "Nid d'oiseau" et destiné à une exposition à l'ambassade d'Allemagne en Chine pour les Jeux olympiques de Pékin en 2008 fut saisie par la douane chinoise en juillet 2008. Sur sa toile, le peintre avait figuré en caractères chinois "flamme olympique sacrée", "un monde, un rêve" (le slogan olympique), "famille, joie, bonheur", le chiffre arabe 8 de façon répété, et les mots en anglais de "Tibet" et "Human Right", l'expression a été qualifiée d'"inacceptable", la représentation du stade "pas assez bonne" et la couleur "trop sombre et atténuée" par les agents des douanes.

## Quelques-unes de ses expositions
- 1994
  - The Fifth Biennial of Havana, Cuba
  - Small World - Small Works, Galerie + Edition Caoc, Berlin, Germany
- 1995 : Zhang Hongtu: Material Mao, The Bronx Museum of the Arts, New York
- 1996 :
- Soy Sauce, Lipstick, Charcoal, Hong Kong University of Science and Technology
- Chairmen Mao, Groton School, Massachusetts
- 2000 : New Paintings, Cheryl McGinnis Gallery, New York
- 2002 :
  - Paris-Pekin, Espace Cardin, Paris
  - ConversASIAN, National Gallery, Cayman Island
- 2003 : Icon & Innovations: The Cross-Cultural Art of Zhang Hongtu, The Gibson Gallery, State University of New York at Potsdam
- 2004 : Selected work, William Holland & Drury Gallery, Marlboro College, Vermont